# Gerhard Weißenberg
Gerhard Weißenberg (* 9. Mai 1920 in Ybbs an der Donau; † 1. Oktober 1980 in Wien) war ein österreichischer Jurist und Politiker (SPÖ).
Gerhard Weißenberg wurde in Ybbs als Sohn eines Rechtsanwalts geboren. Der Vater war jüdischer Abstammung und in der Sozialdemokratischen Arbeiterpartei Österreichs engagiert.
Nach der Matura 1938 musste er bis 1940 in der deutschen Wehrmacht dienen, dann war er als Fabrikarbeiter tätig.
Nach dem Krieg schloss er sein Jus-Studium ab.
Von 1950 bis 1976 war er Leiter des sozialpolitischen Referats im ÖGB, von 1968 bis 1976 stellvertretender Direktor der Kammer für Arbeiter und Angestellte für Wien und Präsident des Hauptverbandes der österreichischen Sozialversicherungsträger.
Von 1976 bis 1980 war er Bundesminister für soziale Verwaltung, in dieser Zeit wurde er auch zum Präsidenten der Internationalen Arbeitsorganisation (IAO/ILO) gewählt.
Er ruht in einem ehrenhalber gewidmeten Grab auf dem Baumgartner Friedhof (Gruppe Da, Nummer 66, Lage) in Wien.